# Oedipus Rex (film 1957)
Oedipus Rex è un film del 1957 diretto da Tyrone Guthrie e Abraham Polonsky, quest'ultimo non accreditato. Il film è tratto dalla tragedia Edipo re di Sofocle.
Tutti gli attori recitano indossando maschere, così come era abitudine
fare nei teatri dell'Antica Grecia.